# Гомер Гойт
Гомер Гойт (англ. Homer Hoyt; 14 червня 1895, Сент-Джозеф, Міссурі, США — 29 листопада 1984, Сілвер-Спринг, Меріленд, США) — американський економіст, який спеціалізувався на оцінці нерухомості, автор секторної моделі (моделі Гойта), яка формулює розвиток міста вздовж транспортних коридорів завдяки однорідним видам економічної діяльності, а саме місто являє собою коло, поділене на сектори з різними видами використання землі.

## Біографія
Гойт народився у 1895 році у Сент-Джозеф (Міссурі), США. У 1913 році закінчив Канзаський університет зі ступенем бакалавра економіки, у 1915 році здобув ступінь магістра економіки в Канзаському університеті, у 1918 році — докторський ступінь з права у Чиказькому університеті, а потім у 1933 році став доктором економіки в університеті Чикаго.
Викладацьку діяльність розпочав у 1917 році у Белойт-Коледжі, надалі викладав економіку у різних університетах: у 1918—1919 році у Делаверському університеті, у 1920 році у Мічиганському університеті, у 1921—1923 роках в університеті Північної Кароліни, у 1924—1925 роках у Міссурійському університеті.
З 1925 року стає консультантом та брокером на ринку нерухомості у Чикаго. Зібрані дані у період з 1925 до 1933 рік допомогли захистити докторську дисертацію та опублікувати книгу «100 років оцінки землі у Чикаго» у 1933 році. У 1934—1940 роках Гойт працював економістом у Федеральній житловій адміністрації, у 1941—1943 роках був директором з досліджень Чиказької комісії з планування, у 1943—1946 роках — директор економічних досліджень в Асоціації регіонального плану Нью-Йорка.
У 1946 році викладав як запрошений професор Массачусетського технологічного інституту та Колумбійського університету. У 1946—1974 роках Гойт працював у власній консультаційній компанії на ринку нерухомості та сам був інвестором, купуючи комерційну нерухомість. У 1953 році переїхав до Вашингтона, де і залишився до кінця свого життя, померши 29 листопада 1984 року від пневмонії у Сілвер-Спринг (Меріленд).

## Основний внесок у науку
Гойт зробив значний внесок у розвиток у своїй галузі, розробивши новий підхід до історичного аналізу вартості землі, який використовує первинні дані та методи картування.
Застосувавши цю методику з метою оцінки життєздатності передмість і розробки стратегій втручання, його підхід сумісний у поєднанні таких чинників як стан житла, транспортна доступність і частка національних меншин у передмісті, і зіставляється накладенням мап. Цей підхід дозволяє оцінити ризики передмість для іпотечного кредитування. На той час передмістя зі змішаними національними меншинами вважалися нестабільними, «червоними» (через кольори, які використовуються на картах для позначення високого ризику). З цього підходу виникла секторальна модель, яка замінила модель концентричних зон міста Ернста Берджесса.
Гойт запропонував метод аналізу економічної бази, який дозволив муніципальним і державним органам влади оцінювати потенційне зростання населення на основі поєднання базових та не базових факторів зайнятості у межах власних економік, це дозволило аналізувати прибуткові місця для торгових центрів і давати оцінки їх ймовірних доходів, а сам Гойт став головним консультантом країни з нерухомості.
Підручник Гойта із принципами аналізу нерухомості у співавторстві з А. А. Веймером витримав сім видань, був опублікований у різних професійних й академічних журналах. Його спадщина продовжує Інститут імені Гомера Гойта, який займається дослідженнями ринків нерухомості, та надає розширені дослідження. Інститут працює для підвищення кваліфікації спеціалістів у галузі нерухомості.

## Модель Гойта

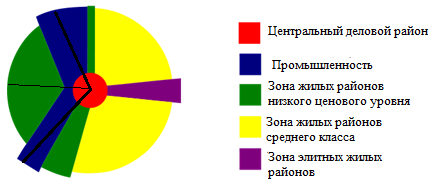
Секторна модель Гойта

Модель Гойта (секторна модель) запропонована Гойотом у 1939 році у роботі «Структура та зростання житлових передмість в американських містах», є модифікацією моделі концентричних зон міста Ернста Берджесса та відноситься до ранніх експортно орієнтованих регіональних моделей.

### Історія створення
Гойт при розробці прогнозу зростання чисельності населення міст для визначення попиту на нове житло й оцінки необхідних обсягів житлового будівництва виходив з того, що зростання регіону залежить від екзогенних змінних як у своїй першій роботі «100 років оцінки землі у Чикаго» 1933 року, так і в подальшій праці 1939 року «Структура та зростання житлових передмість в американських містах», де запропонував саму модель.

### Секторальна модель
Модель формулюється як розвиток територій уздовж транспортних коридорів (залізничних й автомобільних доріг та інших) завдяки однорідним видам економічної діяльності. Місто є коло, поділене на сектори з різними видами використання землі. Види землекористування, утворюючись у центрі міста або на межі центрального ділового району, розвиваються вздовж сектора у напрямку до межі міста.
У зв'язку з тим, що домогосподарства з низьким рівнем знаходяться поруч із залізничними коліями та комерційними установами, щоб бути ближчими, Гойт припустив, що міста приростали клиноподібними структурами — секторами, що виходять із центрального ділового району (ЦДР) та центруються на основних транспортних маршрутах. Вищий рівень доступу означає збільшення вартості землі, отже комерційні функції залишатимуться у ЦДР, а виробничі функції у секторах, житлові функції розвиваються й у секторах, при віддаленні від промислових секторів формуються зони житлових будівель із високим рівнем доходів.

## Пам'ять
У 1967 році заснували Інститут Гомера Гойта. Це незалежний некомерційний дослідницький та освітній інститут, що сприяє підвищенню якості державних і приватних інвестиційних рішень у сфері нерухомості.